# Abismo fiscal
Em macroeconomia, abismo fiscal  (em inglês,  fiscal cliff) refere-se  ao colapso econômico que provocaria um  aumento significativo de  tributos combinado com uma drástica   redução dos gastos públicos de um país, fazendo de facto desabar o produto interno bruto (PIB)  e, em seguida, levando a  economia à recessão.  
Essa  situação ocorreu nos Estados Unidos, em janeiro de 2013, quando uma série de leis anteriormente aprovadas entrariam em vigor ao mesmo tempo, aumentando os impostos e, simultaneamente, diminuindo  os gastos públicos. Afinal, o desastre foi evitado na última hora, quando o presidente Obama assinou uma lei ratificando o aumento dos impostos para as famílias com renda superior a US$ 450 mil por ano e  adiando em dois meses os cortes orçamentários.